# Kåre Gjønnes

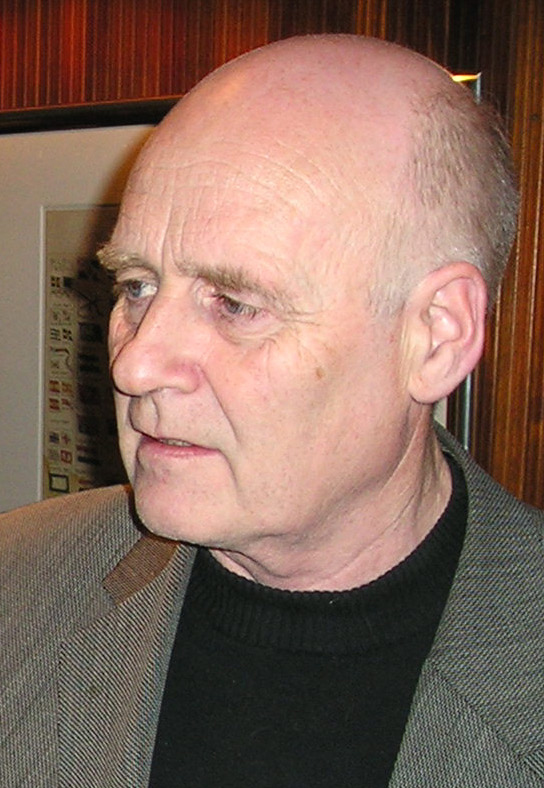
Kåre Gjønnes, 2004

Kåre Erling Gjønnes (* 30. Januar 1942 in Orkdal; † 26. Juli 2021) war ein norwegischer Politiker der christdemokratischen Kristelig Folkeparti (KrF). Er war zwischen 1985 und 1993 Abgeordneter im Storting und von Oktober 1997 bis März 2000 der Landwirtschaftsminister seines Landes.

## Leben
Gjønnes besuchte bis 1962 die Landwirtschaftsschule, 1964 beendete er die Handelsschule. Ab 1967 arbeitete hauptberuflich er als Landwirt. In den Jahren 1971 bis 1972 Vorsitzender der Jugendorganisation Kristelig Folkepartis Ungdom (KrFU) in der damaligen Provinz Sør-Trøndelag. Danach gehörte Gjønnes zwischen 1973 und 1974 dem Vorstand der KrFU auf Landesebene an. Mitglieds des Vorstands der KrF in Sør-Trøndelag war er von 1975 bis 1976. Neben seiner Arbeit als Landwirt saß er in den Legislaturperioden von 1971 bis 1985 im Kommunalparlament von Orkdal. Dabei fungierte er von 1979 bis 1983 als Bürgermeister der Gemeinde. In den Jahren 1975 bis 1985 war Gjønnes außerdem Abgeordneter im Fylkesting von Sør-Trøndelag.
Bei der Parlamentswahl 1985 zog er erstmals ins norwegische Nationalparlament Storting ein. Dort vertrat er den Wahlkreis Sør-Trøndelag und wurde Vizevorsitzender des Landwirtschaftsausschusses. Nach der Wahl 1989 wechselte er in den Außen- und Konstitutionsausschuss, wo er als Sekretär diente. In seiner zweiten Legislaturperiode fungierte er zudem als Fraktionsvorsitzender der KrF. Anschließend wurde er der Fylkesmann (heute: Statsforvalter) von Sør-Trøndelag. Im Jahr 1993 wurde die von der Journalistin Torunn Sneltvedt angefertigte Biografie Fra stille til storm veröffentlicht.
Am 17.  Oktober 1997 wurde Kåre Gjønnes zum Landwirtschaftsminister in der neu gebildeten Regierung Bondevik I ernannt. Dazu wurde er von seinem Amt als Fylkesmann freigestellt. Seinen Ministerposten bekleidete er bis zum Abtritt der Regierung am 17. März 2000. Gjønnes kehrte danach wieder zu seinem Amt als Fylkesmann zurück, das er bis 2011 ausübte. Im Jahr 2003 wurde er Leiter des Ausschusses, welcher zwei Jahre lang die zukünftige Beziehung zwischen Kirche und Staat ausarbeiten sollte.
Gjønnes starb am 26. Juli 2021 nach kurzer Krankheit.

## Auszeichnungen
- 2009: Sankt-Olav-Orden (Kommandeur)[7]